# Joseph W. Barr

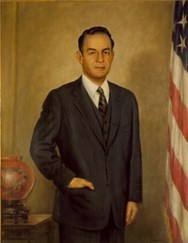
Joseph W. Barr

Joseph Walker Barr (* 17. Januar 1918 in Vincennes, Indiana; † 23. Februar 1996 in Playa del Carmen, Mexiko) war ein US-amerikanischer Geschäftsmann und Politiker, der als Finanzminister dem Kabinett von US-Präsident Lyndon B. Johnson angehörte.

## Studium, Zweiter Weltkrieg und berufliche Laufbahn
Barr absolvierte zunächst ein Studium an der DePauw University in Greencastle, das er 1939 beendete. Anschließend studierte er Wirtschaftswissenschaften an der Harvard University, wo er 1941 mit einem Master of Arts in Economics (M.A. Econ.) beendete. Während des Zweiten Weltkrieges diente er von 1942 bis 1945 in der US Navy. Als Kommandant eines U-Boot-Zerstörers im Mittelmeer und im Atlantischen Ozean wurde ihm für die Zerstörung eines deutschen U-Bootes während der Operation Shingle in der Bucht von Anzio am 22. Januar 1944 ein Bronze Star verliehen.
Nach Kriegsende war er als Geschäftsmann in verschiedenen Wirtschaftszweigen tätig. Nach dem Ende seiner politischen Laufbahn war er von 1969 bis 1974 Präsident und Vorstandsvorsitzender der American Security and Trust Company sowie zuletzt von 1977 bis 1981 Vorstandsvorsitzender der Federal Home Loan Bank of Atlanta.

## Politische Laufbahn

### Kongressabgeordneter
Barr begann seine politische Laufbahn mit der Wahl zum Abgeordneten des US-Repräsentantenhauses. Dort vertrat er von 1959 bis 1961 als Demokrat die Interessen des elften Kongresswahlbezirks von Indiana. Als Mitglied des Bank- und Währungskomitees beschäftigte er sich dabei mit Grundsatzfragen von Zahlungsproblemen. Darüber hinaus war er 1959 und 1960 Miteinbringer der Gesetze zur Gründung der Interamerikanischen Entwicklungsbank (IADB) und der Internationalen Entwicklungsgesellschaft (IDA).

### Aufstieg zum Finanzminister
Nachdem er 1960 bei der Wiederwahl gescheitert war, wurde er 1961 in der Regierung von Präsident John F. Kennedy zum Stellvertreter (Assistant Secretary) des damaligen Unterstaatssekretärs für Kongressbeziehungen im Finanzministerium, Henry Hammill Fowler, ernannt. Dieses Amt behielt er bis zum Ende der Regierung von Kennedy.
Anschließend wurde er 1963 durch Präsident Johnson zum Vorsitzenden der Federal Deposit Insurance Corporation (FDIC) ernannt. Nach der Ernennung von Henry H. Fowler zum Finanzminister am 1. April 1965 wurde er dann von Johnson auf Fowlers Wunsch zum Unterstaatssekretär (Undersecretary) für Kongressbeziehungen im Finanzministerium ernannt und übernahm damit Fowlers ehemaliges Amt.

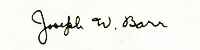
Unterschrift von Barr auf US-Dollar-Banknoten

Nach dem Rücktritt von Fowler wurde er schließlich am 21. Dezember 1968 selbst als Finanzminister (Secretary of the Treasury) ins Kabinett berufen. Dieses Amt übte er bis zum Ende der Regierungszeit von Johnson am 20. Januar 1969 aus. Die Amtszeit von Barr war damit die kürzeste aller US-Finanzminister.
Da die US-Dollar-Banknoten immer die Unterschrift des jeweiligen Finanzministers tragen, wurde zeitweise vermutet, dass die Unterschrift von Barr nur selten vorkäme und Banknoten mit seiner Unterschrift einen hohen Sammlerwert erzielen würde. Tatsächlich wurden jedoch selbst während seiner kurzen Amtszeit 458.880.000 1-$-Banknoten mit seiner Unterschrift und keine anderen Stückelungen gedruckt.